# Шотань
Шотань, Шотані (рум. Șotani) — село у повіті Вилча в Румунії. Входить до складу комуни Фиртецешть.
Село розташоване на відстані 169 км на захід від Бухареста, 42 км на південний захід від Римніку-Вилчі, 56 км на північ від Крайови.

## Населення
За даними перепису населення 2002 року у селі проживали 165 осіб, усі — румуни. Усі жителі села рідною мовою назвали румунську.